# William Eden, 1:e baron Auckland
William Eden, 1:e baron Auckland, född den 3 april 1745, död den 28 maj 1814, var en brittisk statsman. Han var far till George Eden, 1:e earl av Auckland och till Emily Eden.
Eden blev 1774 medlem av underhuset och deltog 1778 i den kommission, som sändes till Nordamerika för att söka träffa en uppgörelse med de upproriska kolonisterna. Åren 1780–1782 var han förste sekreterare för Irland och blev 1783 irländsk vice-skattmästare.
Eden användes vid flera tillfällen av sin förtrogne vän William Pitt den yngre i diplomatiska uppdrag. Sålunda slöt han 1786 ett viktigt engelsk-franskt handelsfördrag samt sändes i liknande uppdrag 1788 till Madrid, 1789 till Förenta staterna och 1790 till Nederländerna. I Haag kvarstannade han som utomordentligt brittiskt sändebud under de kritiska revolutionskrigsåren 1791–1793.
Vid hemkomsten blev han brittisk peer (baron Auckland). Eden var 1798–1801 generalpostmästare i Pitts ministär, men bröt sedan av personliga skäl med denne och slöt sig allt närmare till whigs. En av hans söner, Robert John Eden, 3:e baron Auckland, biskop av Bath och Wells (1779–1870), utgav The Journal and Correspondence of William, Lord Auckland (4 band, 1860–1862).